# هجوم ريغا (1944)
هجوم ريغا جزءًا من الهجوم البلطيقي الأكبر على الجبهة الشرقية خلال الحرب العالمية الثانية. وقع الهجوم في أواخر عام 1944، وأدى إلى طرد القوات الألمانية من مدينة ريغا.

## مقدمة
كانت القوات السوفيتية قد تقدمت نحو ساحل بحر البلطيق في بداية هجومها على تارتو وفي نهاية الهجوم البيلاروسي الناجح للغاية (عملية باغراتيون)، خلال شهري يوليو وأغسطس 1944، وفي مرحلة ما تمكنت من اختراق خليج ريغا. وكانت الانتصارات التي تحققت في شهر يوليو غير متوقعة إلى حد كبير، وفي وقت ما في 31 يوليو، اتصل قائد اللواء الآلي الثامن بمقر الفيلق لإخطاره بأن دباباته وصلت إلى الشاطئ. وفي تصرف غير عادي، صدرت أوامر لهم بملء عدة زجاجات من مياه البحر، وتوقيعها، ونقلها جواً إلى الكرملين كدليل على أن مجموعة الجيوش الشمالية أصبحت معزولة عن الرايخ. خلال شهر أغسطس، شن الجيش الألماني الثامن عشر هجومًا مضادًا، أطلق عليه اسم عملية دوبلكوبف. في الوقت نفسه، نجح خط فالغا - فيرتسيارف الألماني، بدعم من كتائب ميليشيا أوماكيتسه الإستونية المحلية، في صد الضغط الثقيل الذي فرضته الجبهة البلطيقية الثالثة السوفيتية على تارتو.  صمم قائد مجموعة الجيوش الألمانية الشمالية، فرديناند شورنر، عملية تالين لسحب قواته من البر الرئيسي لإستونيا. كان الهجوم الموازي على ريغا من شأنه أن يجعل القوات السوفييتية تمارس المزيد من الضغط على مجموعة الجيوش الشمالية، التي كانت لا تزال تسيطر على أجزاء كبيرة من لاتفيا وإستونيا.

## القوات

### الجيش الأحمر
- الجبهة البلطيقية الأولى (الجنرال إيفان باجراميان)
- الجبهة البلطيقية الثانية (الجنرال أندريه ييريمينكو)
  - الجيش الثاني والعشرون
- جبهة البلطيق الثالثة (الجنرال إيفان ماسلينيكوف)

### القوات الألمانية والقوات التابعة لها
- مجموعة الجيوش الشمالية (الجنرال فرديناند شورنر)
  - الجيش السادس عشر (الجنرال كارل هيلبرت)
  - الجيش الثامن عشر (الجنرال إهرنفريد أوسكار بويج)
- عناصر من مجموعة الجيوش الوسطى تم نقلها مؤقتًا إلى مجموعة الجيوش الشمالية
  - جيش بانزر الثالث (الجنرال إيرهارد راوس)
- أوماكايتسي

## الهجوم
شنت القوات السوفييتية هجومًا عنيفًا على محور ريغا في 14 سبتمبر 1944. في غضون أربعة أيام، عانى الجيش الألماني السادس عشر من أضرار جسيمة، بينما في قطاع الجيش الثامن عشر، تم تقليص عشرة من الفرق الألمانية الثمانية عشر إلى مستوى مجموعة قتال. في الجزء الشمالي الواقع على طول بحيرة فورتسيارف، ونهر فايكي إيماجوجي وجاوجا، هاجمت الجبهة البلطيقية السوفييتية الثالثة فيلق الجيش الثامن والعشرين الألماني المدعوم من كتائب أوماكيتسي.  وفي معارك ضارية، احتفظت الوحدات الألمانية والإستونية بمواقعها. 
من الجنوب، كان الجيش الثالث والأربعون يهدد بالاقتراب من ريغا نفسها، حيث تم تدمير الفيلق العاشر الألماني. بدأ شورنر في نقل فرقه إلى شبه جزيرة كورلاند، بهدف تقصير الجبهة والانسحاب من ريغا. تم تنفيذ هجوم مضاد من قبل فيلق الدبابات التاسع والثلاثين التابع لجيش الدبابات الثالث، والذي وضع مؤقتًا تحت القيادة العامة لشورنر، لكن المعارضة السوفيتية كانت قوية للغاية.
في هذه الأثناء، كانت ستافكا تستعد لمحور هجوم جديد تحت غطاء المزيد من الدفع نحو ريغا، وطرحت الخطة الجديدة في توجيه صادر في 24 سبتمبر في 27 سبتمبر، بدأ الجيش السادس عشر في الإبلاغ عن حركة مرور سوفييتية بعيدًا عن جبهته، إلى الجنوب الغربي. في الواقع، نُقلت العديد من التجمعات الرئيسية للقوات السوفيتية (خاصة جيش الصدمة الرابع والجيش الحادي والخمسين) جنوبًا استعدادًا للتقدم الكبير غربًا نحو ميميل من قبل جبهة البلطيق الأولى. تمكنت المخابرات الألمانية من رصد تحركات العديد من الجيوش المشاركة، ولكنها لم تتمكن من تحديد وجهتها.
شُنّ الهجوم الناتج، معركة ميميل، في 5 أكتوبر؛ حيث حطمت جبهة البلطيق الأولى بقيادة باجراميان جيش الدبابات الثالث، وقطعت في النهاية الاتصال البري بين مجموعة الجيوش الألمانية الوسطى ومجموعة الجيوش الشمالية. أصبحت قوات شورنر الآن معزولة حول ريغا وفي كورلاند.
في 9 أكتوبر، أشار شورنر إلى أنه سيهاجم باتجاه ميميل ويحاول إعادة تأسيس الاتصال البري إذا أمكن إخلاء ريغا. وتحركت القوات السوفييتية مرة أخرى إلى الأمام خارج ريغا، ووضعت المدينة في مرمى نيران المدفعية في 10 أكتوبر. بعد أن ترك قوة حماية من فرقة المشاة 227 ومدافع الفرقة السادسة المضادة للطائرات الآلية، تراجع الجيش الثامن عشر عبر ريغا إلى كورلاند، ودمر الجسور على طريقه.  سقطت ريغا في يد قوات جبهة البلطيق الثالثة في 13 أكتوبر. على مدى الأيام القليلة التالية، وردت تقارير عن وجود وحدات سوفييتية في عمليات إلى الغرب من ريغا، حيث أفادت التقارير بتطهير القوات الألمانية من الضفة الشرقية لنهر ليلوبي بحلول 17 أكتوبر.

## العواقب
دُفعت مجموعة الجيوش الشمالية إلى جيب كورلاند، حيث ظلت معزولة حتى نهاية الحرب في أوروبا.